# Prieuré d'Oignies
Pour les articles homonymes, voir Oignies.
 (septembre 2010).
Si vous disposez d'ouvrages ou d'articles de référence ou si vous connaissez des sites web de qualité traitant du thème abordé ici, merci de compléter l'article en donnant les références utiles à sa vérifiabilité et en les liant à la section « Notes et références ».
Le prieuré d’Oignies, souvent dénommé abbaye d’Oignies se situait en bord de Sambre, dans le hameau belge d’Oignies, dépendant de la commune d'Aiseau-Presles, près de Charleroi.
À l'origine, quatre frères et leur mère veuve s'installèrent près d’une ancienne chapelle. Comme ils vivaient de manière religieuse et qu'ils avaient adopté la règle de saint Augustin, leur prieuré fut officiellement reconnu, en 1192, par l’ordre des chanoines réguliers de saint Augustin, la mère dirigeant une communauté de béguines dans le voisinage du prieuré.
Entre les XIIIe et XVIe siècles, le prieuré connut plusieurs incendies et la fureur destructrice de troupes de passages, lors des guerres qui ravagèrent les Pays-Bas méridionaux. La dévotion populaire attirait beaucoup de pèlerins venus vénérer les reliques de la béguine sainte Marie d’Oignies. Le prieuré fut à son apogée au XVIIe siècle, ce qui permit la reconstruction de certains bâtiments en style néo-classique.
Le prieuré fut supprimé en 1796, dans les années qui suivirent la Révolution française, les chanoines expulsés et les biens fonciers du prieuré parcellés et vendus comme biens publics. En 1836, le nouveau propriétaire démolit le cloître et l'église, le site devenant plus tard des bâtiments industriels, des logements ouvriers puis des logements sociaux.
En 1975, le site est classé au patrimoine wallon. En 1987, une association des Amis de l’abbaye d’Oignies est créée, une restauration des lieux étant envisagée.

## Géographie
Le prieuré d’Oignies se situait en bord de Sambre, là ou se trouve le hameau belge d’Oignies, lequel dépend de la commune d’Aiseau-Presles, près de Charleroi, dans la province de Hainaut.

## Histoire

### Origine
Quatre frères venus de Walcourt s’installent, avec leur mère veuve, en 1187 près d’une ancienne chapelle Saint-Nicolas, en bord de Sambre. Des quatre frères, trois sont prêtres : Gilles, Robert et Jean. Le quatrième est Hugues. Resté laïc il deviendra un orfèvre de grand renom et sera connu plus tard sous le nom d’Hugo d’Oignies.
Vivant de manière religieuse ils adoptent la règle de Saint-Augustin et en 1192 leur prieuré (Saint-Nicolas d’Oignies) est officiellement reconnu par l’ordre des chanoines de Saint-Augustin. Gilles de Walcourt en est le premier prieur.
Leur mère dirige une communauté de béguines dans le voisinage du prieuré. En 1207 elle y reçoit comme béguine une « Marie de Nivelle » cherchant la solitude. Grande mystique favorisée de grâces spirituelles exceptionnelles, Marie meurt à Oignies en 1213. La dévotion populaire la canonisera ; elle est connue, liturgiquement, comme sainte Marie d’Oignies. Le béguinage disparaît au XIVe siècle.

### Brève histoire
Le prieuré se développe et devient un monastère augustin florissant, même si entre les XIIIe et XVIe siècles il connaît plusieurs incendies et la fureur destructrice de troupes de passages, lors des guerres qui ravagent les Pays-Bas méridionaux. Les chanoines s’occupent de nombreuses paroisses des environs (dont Moignelée) comme le demande leur vocation canoniale.
En 1559, lors de la réorganisation ecclésiastique des Pays-Bas méridionaux le prieuré de l’église Saint-Nicolas passe du diocèse (et principauté de Liège) au diocèse de Namur, nouvellement établi.
La dévotion populaire attire beaucoup de pèlerins qui visitent Oignies, pour vénérer les reliques de sainte Marie d’Oignies. Les bâtiments médiévaux sont remplacés par d’autres qui seront constamment réaménagés. Le monastère est à son apogée au XVIIe siècle, ce qui permet la reconstruction de certains bâtiments en style néo-classique.

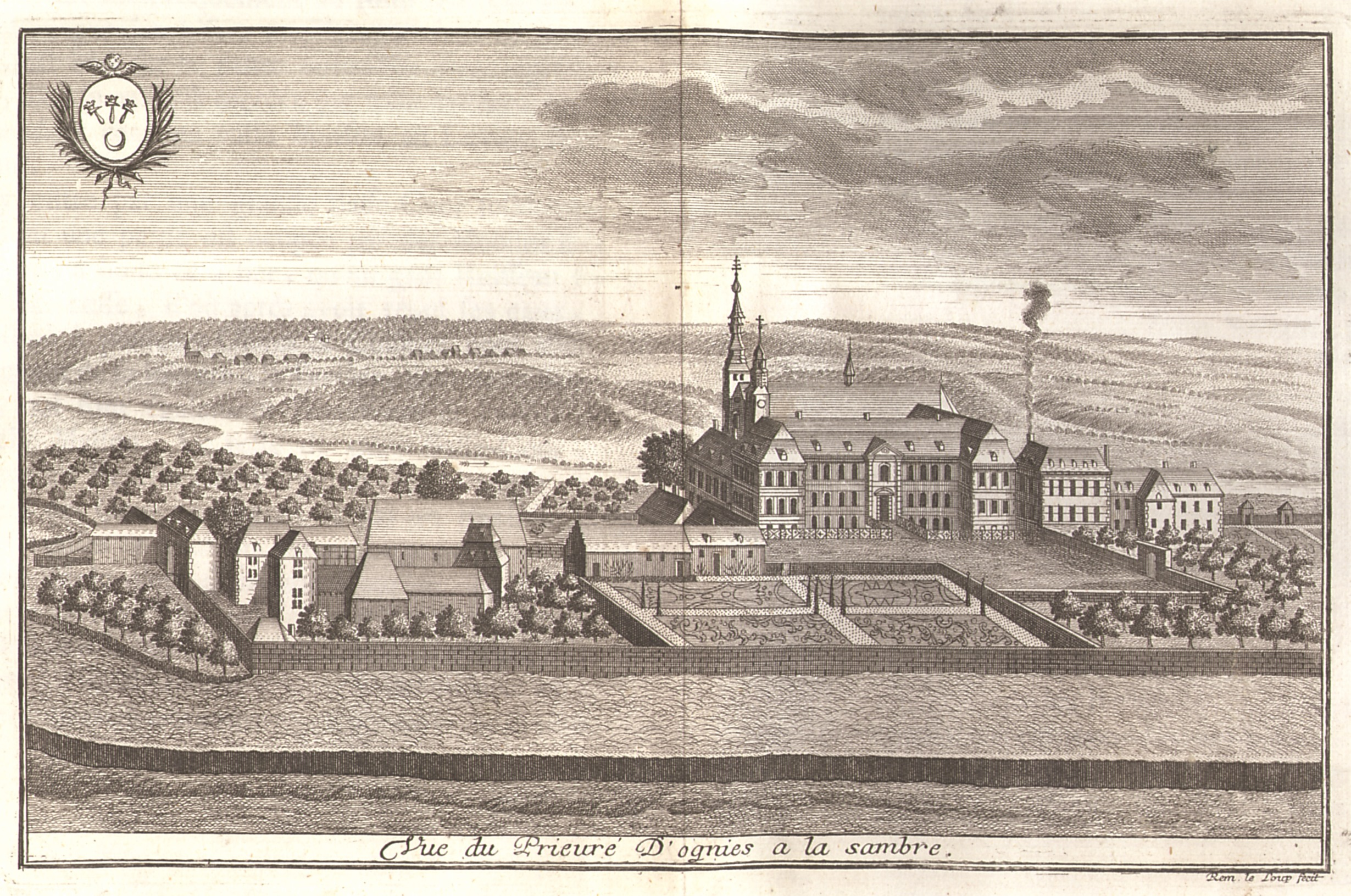
Gravure sur cuivre de Remacle Le Loup tirée des Délices du païs de Liége (vers 1740).
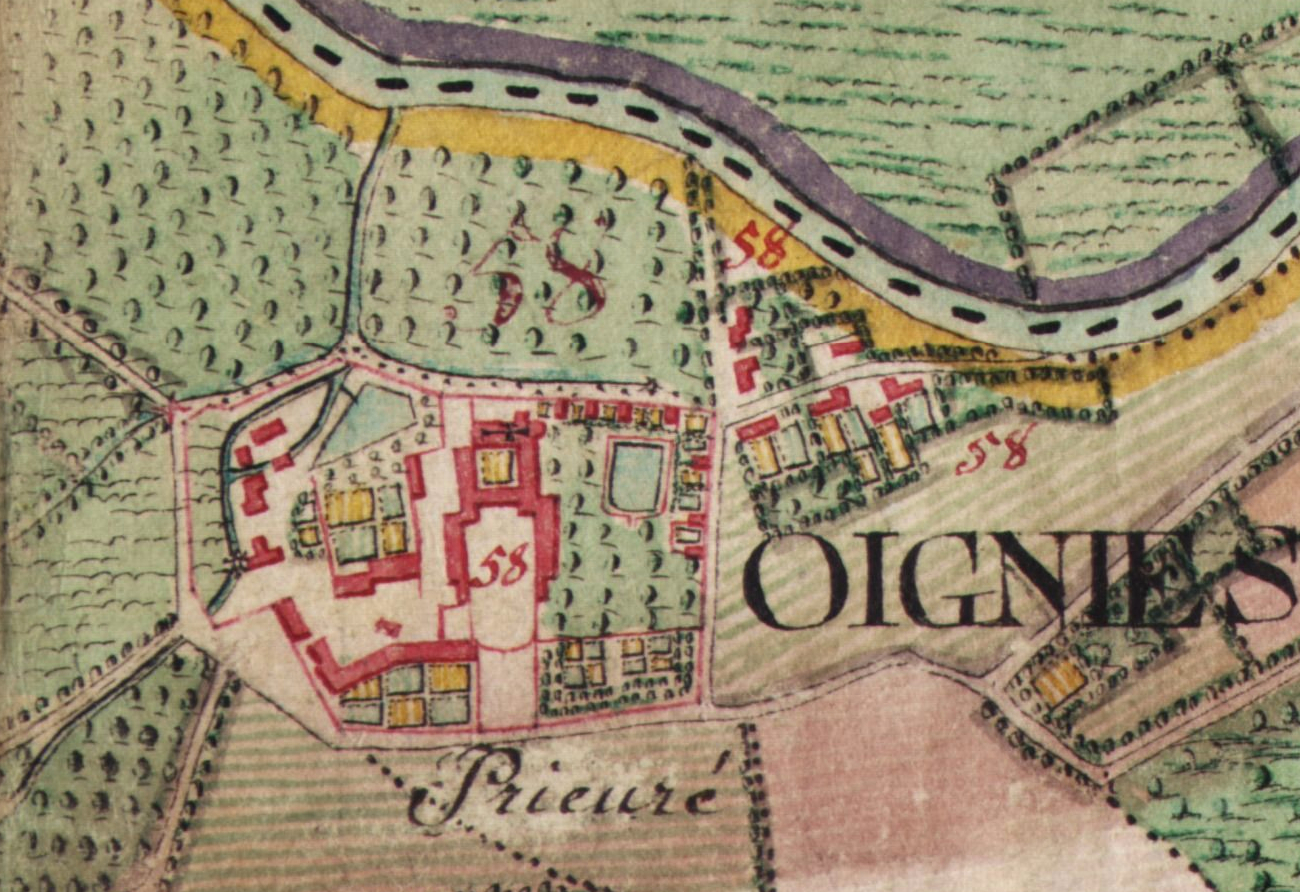
Le prieuré vers 1771-1778 sur la carte de Ferraris.

### Suppression et fin
En 1796, les chanoines sont expulsés. Comme pour d’autres monastères, les biens fonciers du prieuré sont parcellés et vendus comme biens publics.
Jean François Pierlot, en religion: frère Grégoire, originaire de Soignies, fut le 42e et dernier prieur de l'établissement religieux. Après la révolution, certains religieux restèrent néanmoins au couvent jusqu'en 1808.

### Les bâtiments auXIXesiècle
En 1836, le nouveau propriétaire démolit cloître et église dont les mobiliers sont dispersés. On en retrouve une partie dans les églises paroissiales des environs, à Saint-Christophe (Charleroi) ou Saint-Martin (Ragnies). Une belle statue de la Vierge d’époque médiévale a abouti au Metropolitian Museum de New York.
À partir de 1838, et pendant plus d’un siècle le site sera occupé par la glacerie Saint-Marie d'Oignies qui dispose des lieux suivant ses besoins. Des logements ouvriers sont aménagés dans les bâtiments du prieuré. En 1956 la glacerie ferme. Les bâtiments industriels sont démolis et les autres transformés en logements sociaux pour une société de charbonnages voisine.
En 1973, un incendie ajoute à la dégradation des lieux. En 1975, le classement du site au patrimoine wallon ne change pas grand-chose à la situation. Ce n’est qu’en 1987, lorsque des particuliers rachètent ce qui reste du prieuré et qu’une association des Amis de l’abbaye d’Oignies est créée, qu’un renouveau se dessine. Une restauration des lieux est encore en cours visant à transformer les bâtiments aux façades classées en maison de repos et de soins. C’est la dénomination de cette association qui a diffusé l’idée que le prieuré était une abbaye.